# Der Rattenfänger (Album)
Der Rattenfänger ist ein Album des Liedermachers und Sängers Hannes Wader aus dem Jahr 1974.

## Entstehung
Hannes Wader zog 1973 in eine Windmühle in Nordfriesland. Es wurde viel spekuliert, warum er sich auf die Mühle zurückzog. Einige behaupteten, er würde sich von allem zurückziehen, vielleicht sogar seine Karriere beenden. Dabei wollte der vom ständigen Umziehen genervte und von politischen Schwierigkeiten angeschlagene Liedermacher nur zur Ruhe kommen und zurückgezogen an seinen Liedern arbeiten. In der Mühle schrieb er auch die Lieder für dieses Album und viele andere Titel. Er arbeitete dort auch an den Arrangements für seine Alben, die ihn als Volkssänger bekannt machen sollten.

## Stil
Das Album ist eine Mischung aus poetischen Liedern, die teils melancholisch klingen (z. B. „Wieder eine Nacht“ oder „Es ist schon viele Jahre her“), und politischen Liedern (z. B. „Der Rattenfänger“ und „Talking-Böser-Traum-Blues“).

## Titelliste
1. Der Rattenfänger – 7:47
2. Eine Frau, die ich kannte – 4:28
3. Manche Stadt – 4:40
4. Es ist schon viele Jahre her – 3:27
5. Talking-Böser-Traum-Blues – 6:32
6. Die Ballade von der Hanna Cash – 5:10
7. Wieder eine Nacht – 7:00

## Besonderheiten
Nach diesem Album wurde Hannes Wader zum Volkssänger. Seine Beschäftigung mit deutschem Liedgut begann mit dem Album Plattdeutsche Lieder (1974). Weitere Alben sind Hannes Wader: Volkssänger von 1975, Hannes Wader singt Arbeiterlieder (1977) und Hannes Wader singt Shanties (1978). Mit dem Album Hannes Wader singt Volkslieder (1990) nahm er diese Tradition wieder auf.
Jürgen Pohlmann war der Produzent dieses Album. Er produzierte auch das im selben Jahr entstandene Album Plattdeutsche Lieder.
Eines der politischen Lieder dieses Albums ist „Der Rattenfänger“, in dem Hannes Wader seine Version der Legende um den Rattenfänger von Hameln erzählt. Der Rattenfänger wird hier als ein unsterblicher Mensch dargestellt, der „nicht sterben, nicht ausruh’n und nicht flieh’n“ kann. Hier wird Kritik an System und Verhalten der Funktionsträger, die den Staat führen, geübt. Er fordert in solchen Fällen dazu auf, sich gegen Unrecht zur Wehr zu setzen, zu Zivilcourage, zu Widerstand und zivilem Ungehorsam.
Mit dem Titel „Manche Stadt“, der auch auf dem Album Liebeslieder von 1986 und auf dem Album Auftritt: Hannes Wader von 1998 zu finden ist, singt er erstmals ein Lied des in Deutschland lebenden englischen Folksängers Colin Wilkie.
Der „Talking-Böser-Traum-Blues“ ist eine Geschichte, in der sich der Protagonist nach dem Aufwachen plötzlich im Jahr 2095 wiederfindet. Er befindet sich in einer Anstalt, die Leute einfriert, die in einer anderen Zeit weiterleben wollen, einerseits weil es ihnen in ihrer Zeit nicht gefiel und andererseits weil sie gescheitert waren an Korruption und Affären. Der Protagonist wurde betrunken eingeliefert und wurde, weil er keinen Ausweis hatte, aus Versehen eingefroren. Auch hier klingt reichlich Gesellschaftskritik an. Wader sagt voraus, dass die Politik, die Menschheit in den Untergang treibt. Er sieht einen ewigen Kreislauf: Die Überlebenden bauen die Welt wieder auf, um sie nochmals zu zerstören. Aber er lässt Hoffnung an klingen. Wader lässt anklingen, dass es an uns liegt, wie es mit der Menschheit weitergeht, dass wir bei entsprechendem Verhalten den Untergang verhindern und uns eine positive Zukunft aufbauen können.
„Die Ballade von der Hanna Cash“ ist die Vertonung eines Gedichtes von Bertolt Brecht, Musik von Ernst Busch. 2004 sollte die Vertonung von Gedichten auf dem Album … und es wechseln die Zeiten den Schwerpunkt bilden.
„Wieder eine Nacht“ ist eine in bildhafter Sprache verfasste Ballade, die von der Einsamkeit des Menschen in der Großstadt handelt. Die Menschen sind einsam und allein, obwohl sie sich unter Massen von Menschen befinden, und sie haben niemanden, mit dem sie über ihre Probleme, Gedanken und Ideen sprechen können. Sie geraten dadurch in eine schwierige Situation.